# ハミルトン場の理論
ハミルトン場の理論（ハミルトンばのりろん）は、理論物理学における、古典的なハミルトン力学の場の理論的類似物である。これはラグランジアン場の理論と並んで場の古典論の定式化である。 また、場の量子論への応用ももつ。

## 定義
離散粒子系のハミルトニアンは、一般化座標とその共役運動量、そして場合によって時間の関数である。連続体と場の場合、ハミルトニアン力学は不適切だが、系を多数の点質量からなるものと考え、連続体への極限をとる、つまり場を無限に多くの粒子で構成されるとみなすことによって拡張できる。各点質量には1つ以上の自由度があるため、場は無限の自由度をもつ。

### 1成分スカラー場
ハミルトン密度は場についての連続体的な類似物である。これは場と、共役「運動量」の場、および場合によっては空間と時間の座標自体の関数である。1成分のスカラー場 ϕ(x, t) に対して、ハミルトン密度はラグランジアン密度から
構文解析に失敗 (SVG（ブラウザのプラグインで MathML を有効にすることができます）: サーバー「http://localhost:6011/ja.wikipedia.org/v1/」から無効な応答 ("Math extension cannot connect to Restbase."):): {\displaystyle  \mathcal{H}(\phi ,\pi ,\mathbf{x} ,t):=\dot{\phi}\pi -\mathcal{L}(\phi ,\nabla\phi ,\partial\phi /\partial t,\mathbf {x} ,t)}

によって定義される。ここで ∇ はナブラ演算子、x は空間内の点の位置ベクトル、t は時間である。 ラグランジアン密度は場と、その空間および時間の導関数、および場合によっては空間と時間の座標自体の関数である。これは一般化座標で記述された離散粒子の系のラグランジュ関数に類似した場である。
ハミルトン力学では一般化座標には対応する一般化運動量があるように、場 ϕ(x, t) に対して共役運動量の場 π(x, t) が存在し、ラグランジアン密度の場の時間微分に関する偏導関数、つまり
{\displaystyle \pi :={\frac {\partial {\mathcal {L}}}{\partial {\dot {\phi }}}},\quad {\dot {\phi }}:={\frac {\partial \phi }{\partial t}}}
で定義される。ここで上付きドットは時間による偏微分 ∂/∂t を表す（常微分 d/dt でないことに注意）。

### 多成分スカラー場
複数のスカラー場 ϕi(x, t) およびそれらの共役 πi(x, t) に対して、ハミルトン密度はそれらすべての関数である。
{\displaystyle {\mathcal {H}}(\phi ^{1},\phi ^{2},\ldots ,\pi _{1},\pi _{2},\ldots ,\mathbf {x} ,t)=\sum _{i}{\dot {\phi }}^{i}\pi _{i}-{\mathcal {L}}(\phi ^{1},\phi ^{2},\ldots ,\nabla \phi ^{1},\nabla \phi ^{2},\ldots ,\partial \phi ^{1}/\partial t,\partial \phi ^{2}/\partial t,\ldots ,\mathbf {x} ,t).}
ここで、各共役場はその対応する場に関して定義される。
{\displaystyle \pi _{i}(\mathbf {x} ,t):=\partial {\mathcal {L}}/\partial {\dot {\phi }}^{i}.}
一般に、任意の数の場について、ハミルトニアン密度の空間3次元で体積積分するとハミルトニアンを与える。
{\displaystyle H=\int {\mathcal {H}}\mathrm {d} ^{3}x.}
ハミルトニアン密度は単位空間体積あたりのハミルトニアンである。対応する次元は[エネルギー][長さ]-3で、SI単位はJm-3である。

### テンソル場、スピノル場
上記の方程式と定義はベクトル場へ、より一般にテンソル場やスピノル場へと拡張できる。物理学では、テンソル場はボース粒子を表し、スピノル場はフェルミ粒子を表す。

## 運動方程式
場の運動方程式は、離散粒子のハミルトン方程式に似ている。 任意の数の場に対してハミルトン場の方程式は
{\displaystyle {\dot {\phi }}^{i}={\frac {\delta {\mathcal {H}}}{\delta \pi _{i}}},\quad {\dot {\pi }}_{i}=-{\frac {\delta {\mathcal {H}}}{\delta \phi ^{i}}}}
である。ここでも、上付きドットは時間による偏微分である。また、場に関する汎関数微分
{\displaystyle {\frac {\delta }{\delta \phi ^{i}}}={\frac {\partial }{\partial \phi ^{i}}}-\nabla \cdot {\frac {\partial }{\partial (\nabla \phi ^{i})}}-{\frac {\partial }{\partial t}}{\frac {\partial }{\partial (\partial \phi ^{i}/\partial t)}}}
が通常の偏導関数の代わりに使用される。「 · 」はドット積である。テンソル添字表記法（総和規約を含む）では、これは
{\displaystyle {\frac {\delta }{\delta \phi ^{i}}}={\frac {\partial }{\partial \phi ^{i}}}-\partial _{\mu }{\frac {\partial }{\partial (\partial _{\mu }\phi ^{i})}}}
と表される。ここで ∂μは4勾配である。

## 位相空間
場は無限の自由度をもつため、場 ϕi とその共役場 πi は無限次元の位相空間を成す。

## ポアソン括弧
場 ϕi と πi、それらの空間導関数、および空間と時間の座標に依存する2つの関数
構文解析に失敗 (SVG（ブラウザのプラグインで MathML を有効にすることができます）: サーバー「http://localhost:6011/ja.wikipedia.org/v1/」から無効な応答 ("Math extension cannot connect to Restbase."):): {\displaystyle A:=\int d^{3}x \mathcal{A} (\phi^1, \phi^2, \ldots, \pi_1, \pi_2, \ldots, \nabla\phi^1, \nabla\phi^2, \ldots, \nabla\pi_1, \nabla\pi_2, \ldots, \mathbf{x}, t ),}

構文解析に失敗 (SVG（ブラウザのプラグインで MathML を有効にすることができます）: サーバー「http://localhost:6011/ja.wikipedia.org/v1/」から無効な応答 ("Math extension cannot connect to Restbase."):): {\displaystyle B:=\int d^{3}x \mathcal{B} (\phi^1, \phi^2, \ldots, \pi_1, \pi_2, \ldots, \nabla\phi^1, \nabla\phi^2, \ldots, \nabla\pi_1, \nabla\pi_2, \ldots, \mathbf{x}, t ),}

および積分体積の境界ではゼロである場に対して、場の理論におけるポアソン括弧は次のように定義される（量子力学の交換子と混同しないこと）：
{\displaystyle [A,B]_{\phi ,\pi }:=\int d^{3}x\sum _{i}\left({\frac {\delta {\mathcal {A}}}{\delta \phi ^{i}}}{\frac {\delta {\mathcal {B}}}{\delta \pi _{i}}}-{\frac {\delta {\mathcal {B}}}{\delta \phi ^{i}}}{\frac {\delta {\mathcal {A}}}{\delta \pi _{i}}}\right).}
ここで、{\displaystyle \delta {\mathcal {F}}/\delta f} は汎関数微分である：
{\displaystyle {\frac {\delta {\mathcal {F}}}{\delta f}}:={\frac {\partial {\mathcal {F}}}{\partial f}}-\sum _{i}\nabla _{i}{\frac {\partial {\mathcal {F}}}{\partial (\nabla _{i}f)}}.}
境界上で場が消失するという同じ条件下で、A の時間発展について
{\displaystyle {\frac {\mathrm {d} A}{\mathrm {d} t}}=[A,H]+{\frac {\partial A}{\partial t}}}
が成り立つ（B についても同様）。これは A の時間常微分、部分積分、および上記のポアソン括弧を使用して導くことができる。

## 時間に陽的に依存しない場合
本節の結果はラグランジアン密度とハミルトニアン密度が陽的に時間依存しない場合に当てはまる（場とその導関数を介して陰的になら時間依存してもよい）。

### 運動エネルギー密度，ポテンシャルエネルギー密度
ハミルトニアン密度は総エネルギー密度であり、運動エネルギー密度構文解析に失敗 (SVG（ブラウザのプラグインで MathML を有効にすることができます）: サーバー「http://localhost:6011/ja.wikipedia.org/v1/」から無効な応答 ("Math extension cannot connect to Restbase."):): {\displaystyle \mathcal{T}}
とポテンシャルエネルギー密度{\displaystyle {\mathcal {V}}}の和である：
{\displaystyle {\mathcal {H}}={\mathcal {T}}+{\mathcal {V}}.}

### 連続の方程式
上記のハミルトン密度の定義の時間偏微分を取り、陰関数の微分に連鎖律を使用し、共役運動量場の定義を用いると、連続の方程式
{\displaystyle {\frac {\partial {\mathcal {H}}}{\partial t}}+\nabla \cdot \mathbf {S} =0}
が得られる。ハミルトン密度はエネルギー密度として、また
{\displaystyle \mathbf {S} ={\frac {\partial {\mathcal {L}}}{\partial (\nabla \phi )}}{\frac {\partial \phi }{\partial t}}}
はエネルギー流束または単位表面積あたりの単位時間あたりのエネルギーの流れとして解釈できる。

## 相対論的場の理論
共変ハミルトン場の理論は、ハミルトン場の理論の相対論的定式化である。
ハミルトン場の理論が場の古典論に適用される場合、通常はシンプレクティックなハミルトン形式を意味する。これは無限次元の位相空間での瞬間的なハミルトン形式の形をとり、正準座標はある瞬間の場の関数である。このハミルトニアン形式は、例えば量子ゲージ理論における場の量子化に応用される。共変ハミルトン場の理論では、正準運動量 pμ
i はすべての世界座標 xμ に関する場の導関数に対応する。共変ハミルトン方程式は、hyperregularなラグランジアンの場合のオイラー＝ラグランジュ方程式と同等である。共変ハミルトン場の理論は、ハミルトン-ド・ドンデ、ポリシンプレクティック、マルチシンプレクティック、および k-シンプレクティックの変形で開発されている。共変ハミルトン場の理論の位相空間は、有限次元のポリシンプレクティックまたはマルチシンプレクティック多様体である。
ハミルトン非自律力学は、時間軸、つまり実数直線 R にわたるファイバー束の上の共変ハミルトン場の理論として定式化される。